# Centre hospitalo-universitaire Gabriel Touré
Le Centre hospitalo-universitaire Gabriel Touré est un hôpital de Bamako (Mali).

## Historique
L’ancien dispensaire central de Bamako a été créé en 1951 et érigé en hôpital le 17 janvier 1959. 
Il sera baptisé « Hôpital Gabriel Touré » en hommage au sacrifice d’un jeune étudiant en médecine originaire du Soudan français (actuel Mali) mort lors d’une épidémie de peste, maladie qu’il contracta au cours de son stage en 1934.  
L’Hôpital Gabriel Touré a évolué en Établissement public à caractère administratif (EPA) en 1992, doté de la personnalité morale et de l’autonomie de gestion.
L’Hôpital Gabriel Touré était l’un des quatre établissements publics (hôpitaux nationaux) à caractère administratif (EPA) institués, par la loi n°92-024 AN-RM du 5 octobre 1992 ; avant de devenir (EPH) par la loi n°03-022 AN-RM du 14 juillet 2003.
Situé en plein centre ville de Bamako aux abords du rails dans la commune III du district de Bamako,  entre l’École Nationale des Ingénieurs (ENI) ou École Abdramane Baba Touré, entre l'état major des armées d'un côté vers le quartier Médina Coura.

## Organisation
L'hôpital Gabriel Touré compte une administration, 7 départements regroupant 26 services médico-techniques depuis la décision n°0386 / DGHGT du 30 novembre 2009 de la mise en œuvre du projet d’établissement.

## Actualité
Lancement de nouveaux projets d’informatisation :
- Gestion du bureau des entrées avec le logiciel Openclinic ga depuis janvier 2013;
- Création du site Web de l’hôpital, accédez au site.

Acquisition de nouveaux matériels pour :
- L’imagerie médicale (scanner)
- La stérilisation